# 東京ゲームデザイナー学院
東京ゲームデザイナー学院（とうきょうゲームデザイナーがくいん）は、かつて存在したマルチメディア系スクールである。
東京・大阪（大阪ゲームデザイナー学院）・名古屋（名古屋ゲームデザイナー学院）に所在し、任天堂、スクウェア・エニックス、カプコンなどの大手企業に就職する者も相当数いた。
1993年開校。文部科学省が認可している専門学校や専修学校ではないいわゆる無認可校である為、卒業しても専門士の資格は得られなかった。かつては、トップモードアーティスト学院、サウンドアーティスト学院、ＩＴネットクリエーター学院などが姉妹校であったが、それぞれ閉校している。東京ゲームデザイナー学院はその分カリキュラムを自由に組む事ができるため、一般教養を省いた実習中心のカリキュラムを組んでいた。
2020年1月20日に閉校。

## 設置学科
- ゲームクリエイター科
- アニメ・マンガコミック科

## 所在地
- 東京ゲームデザイナー学院 - 東京都渋谷区代々木3-1-3[1]北緯35度40分56.8秒 東経139度41分46.6秒 / 北緯35.682444度 東経139.696278度

- 名古屋ゲームデザイナー学院が入居していたビル（2015年4月）

## 歴史
- 1993年…東京校開校
- 2020年…東京校閉校